# Louise Wüste
Louise Wüste, geborene Heuser, auch Louise Heuser Wueste (* 6. Juni 1805 in Gummersbach, Herzogtum Berg; † 25. September 1874 in Eagle Pass (Texas), Vereinigte Staaten), war eine deutschamerikanische Malerin der Düsseldorfer Schule.

## Leben

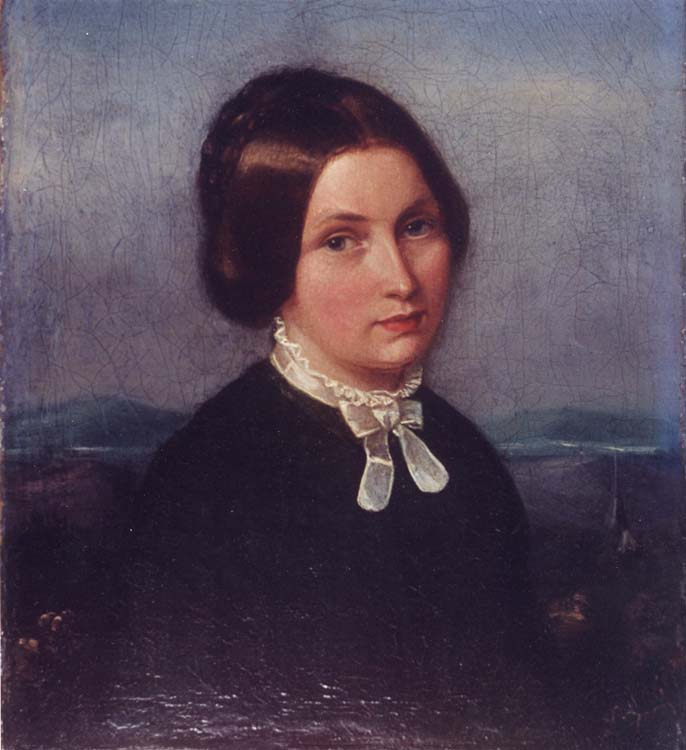
Adeline Staffel, Bildnis der Tochter der Malerin

Wüste wurde als Louise Heuser in Gummersbach geboren. Ihr Vater war der evangelische Kaufmann Heinrich Daniel Theodor Heuser (1767–1848), Sohn Johann Peter Heusers und Großhändler für Farben und Wein, der ihre Mutter Katharina Luisa Jügel (1776–1841) am 21. August 1804 in Gummersbach geheiratet hatte. Louise war das erste Kind des Paares und hatte fünf Geschwister: Henriette Emma (1807–1875), Adelheid, Adeline genannt (1809–1897), Daniel (* 1814), Ida (1817–1880) und Alwine. Ihre Tante, Henriette Jügel, die 1806 nach Gummersbach gekommen war, machte sie mit dem Stricken, Malen und Zeichnen vertraut, die Mutter unterwies sie im Harfespiel. Am 16. Januar 1824 heiratete Louise den Arzt Peter Wilhelm Leopold Wüste (1795–1832), der im musikalischen Hause Heuser als häufiger Gast verkehrt und sich in sie verliebt hatte. Sie gebar drei Kinder, Adeline Wilhelmine (1828–1912), Daniel (1830–1882) und Emma. Nachdem ihr Gatte 1832 im Alter von 37 Jahren verstorben war, kehrte sie mit ihren Kindern ins Elternhaus zurück. Dort gründete sie zunächst ein Mädchenpensionat. 1840 zog sie auf Heusersche Gut Steinenbrück zu ihrer Tochter Adeline, die 1848 den Verwalter des Gutes Heino Staffel (1818–1904) heiratete, und beschloss ihr Maltalent auszubilden. Zum Studium ging sie in den 1840er Jahren nach Düsseldorf zu den Malern Friedrich Boser und Karl Ferdinand Sohn in den Privatunterricht, ferner zu Carl Friedrich Lessing, der 1841 ihre Schwester Ida geheiratet hatte, sowie zu Adolph Schroedter, seit 1840 Gemahl ihrer ebenfalls malerisch ambitionierten Schwester Alwine.

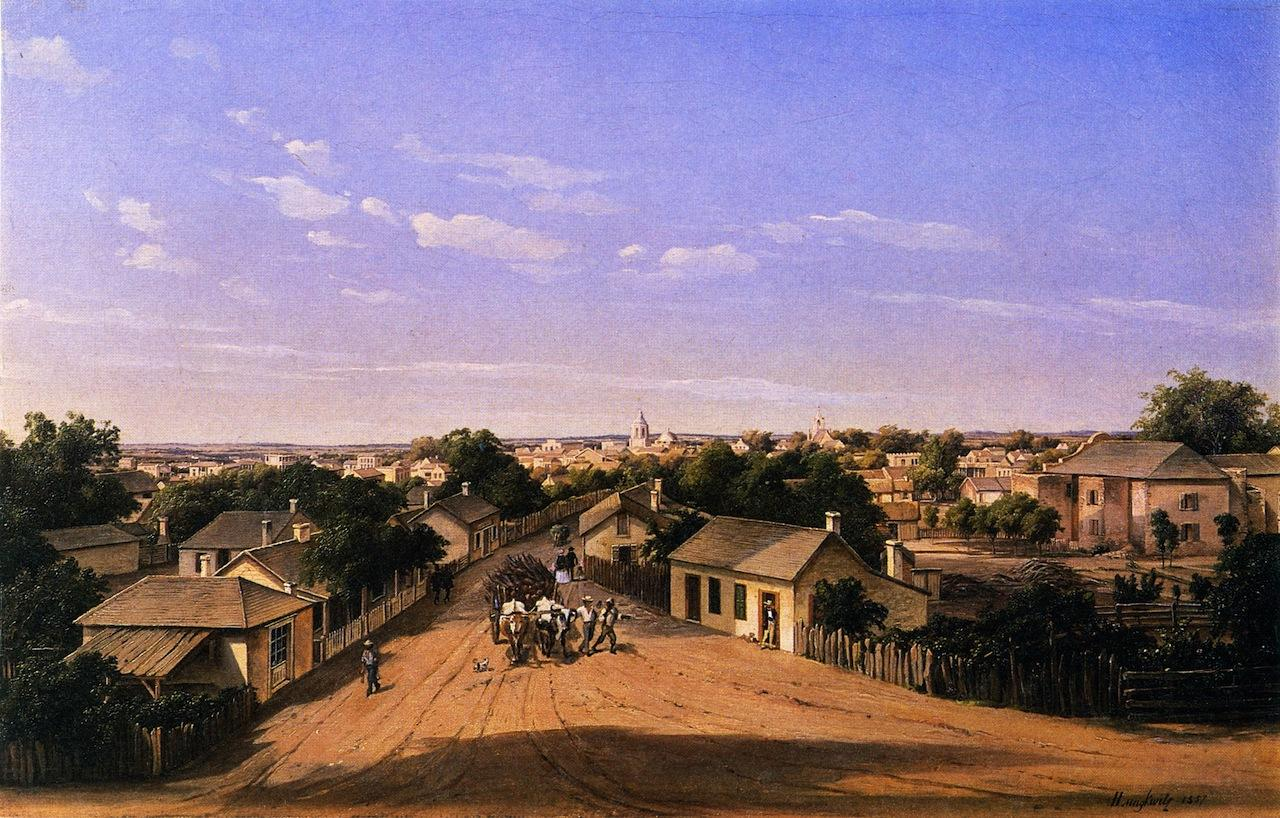
Zeitgenössische Ansicht einer Straße in San Antonio, Gemälde von Hermann Lungkwitz

Nachdem Tochter Adeline im November 1851 mit Mann und Kindern nach San Antonio (Texas) sowie Tochter Emma nach Pleasanton (Texas) ausgewandert waren, lebte Louise Wüste von 1856 bis 1859 vorübergehend in Köln. Im Oktober 1859 folgte sie – 54-jährig – ihrer Tochter Emma in die Vereinigten Staaten und ließ sich anschließend bei Adeline in San Antonio nieder. In ihrem dortigen Atelier wirkte sie als gefragte Porträtmalerin. Ferner widmete sie sich texanisch-mexikanischen Themen, erteilte Malunterricht und malte ihre Enkelkinder. Infolge des Sezessionskrieges gingen ihre Aufträge zurück. Dennoch reichte ihr Vermögen, um sich ein kleines Haus in Eagle Pass (Texas) zu kaufen, in der Nähe ihres Sohnes Daniel, der ebenfalls in die Vereinigten Staaten emigriert war und dort als Kaufmann lebte. Ihr spätes Werk reflektierte die Landschaften und das Leben der Menschen am Rio Grande.

## Werk (Auswahl)
- Selbstbildnis 1845 (Privatbesitz)
- Porträt des Vaters 1847 (leicht veränderte Kopie eines Gemäldes von ihrer Schwester Adeline, Privatbesitz)
- Bildnis der Tochter Emma (Privatbesitz)
- Bildnis einer jungen Frau (Privatbesitz)
- Bildnis eines jungen Mannes, Düsseldorf 1855
- Selbstbildnis, Bleistiftzeichnung, Düsseldorf 1855
- Bildnis einer Frau (Privatbesitz)
- Bildnis der Eleonore Heuser, geb. Bröhlmann (Privatbesitz)
- Brustbild der Tochter Adeline[3]
- Porträt der Sarah Riddle, 1861 (Witte Museum, San Antonio)
- Porträt des Karl Graebner (Witte Museum, San Antonio)
- Bildnis der Nanette Mueller, 1865 (Dallas Museum of Art)[4]
- Bildnis des Frank Conrad Schmitt, 1865 (Dallas Museum of Art)
- Bildnis der Enkelin Kate Schlickum, 1870 (Privatbesitz)